# Arnon Grunberg
Arnon Yasha Yves Grunberg (Amszterdam, 1971. február 22. –) holland regény-, esszé- és rovatíró, valamint újságíró.
Munkáinak egy részét Marek van der Jagt néven publikálta. New Yorkban él. Műveit 30 nyelvre fordították le. 2022-ben megkapta a PC Hooftprijs holland irodalmi életműdíjat. Legelismertebb és legsikeresebb regényei a Blauwe maandagen (Uborkaszezon) és a Tirza. A The New York Times az utóbbit "komor komikumúnak és kíméletlennek (...) bár nem mindig élvezetesnek, de soha sem kevésbé magával ragadónak", a Frankfurter Allgemeine Zeitung pedig "a holland Philip Roth"-ként jellemezte.

## A kezdetek
Grünberg Arnon Yasha Yves Grünbergként született 1971. február 22-én Amszterdamban, Hollandiában. Eredetileg Németországból származó zsidó bevándorló családban nőtt fel, édesanyja az auschwitzi koncentrációs tábor túlélője volt. Grunberg az amszterdami Vossius Gimnáziumba járt, de 1988-ban eltanácsolták az iskolából. Első regénye megjelenése előtt különböző alkalmi munkákat vállalt, és kipróbálta magát színészként is, Cyrus Frisch holland avantgárd filmes rövidfilmjében. 1990 és 1993 között Grunberg saját kiadóját, a Kasimirt vezette, amely anyagilag sikertelen volt.

## Regények
Grunberg 1994-ben debütált irodalmárként az Uborkaszezon (Blauwe maandagen, "Kék hétfők") című regényével, amely elnyerte a legjobb debütáló regénynek járó Anton Wachter-díjat. 1994-ben a kritikusok "groteszk komédiaként, a holland irodalom ritkaságaként" méltatták. 2000-ben ismét elnyerte ezt a debütáló díjat, de ezúttal már Marek van der Jagt álnév alatt, De geschiedenis van mijn kaalheid (A kopaszságom története) című regényével.
A Tirza című, nagy sikerű regénye, amely egy apa megszállott szeretetéről szól végzős lánya iránt, Grunberg első regénye volt, amelyből 2010-ben film is készült, Tirza címmel, miután 2007-ben elnyerte a holland Libris-díjat és a belga Aranybaglyot. A könyvet tizennégy nyelvre fordították le, és a kritika elismerően nyilatkozott róla többek között a New York Times, a LA Times és a Le Figaro. A De Groene Amsterdammer című folyóirat által irodalomkritikusok, akadémikusok és írók körében 2010-ben tartott országos szavazáson a Tirzát a "21. század legfontosabb regényének" választották, megelőzve Jonathan Littell The Kindly Ones (Jóakaratúak) és Ian McEwan Saturday (Szombat) című regényét. Grunberg 2009-ben elnyerte a Constantijn Huygens-díjat a teljes életművéért, 2011-ben pedig a Frans Kellendonk-prijs-t.
2008 szeptemberében jelent meg hetedik regénye, az Onze Oom (Mibácsikánk). A történet egy lányról szól, aki olyan, mint egy halott az élők között, és egy őrnagyról, aki egy felkelő sereg élén próbálja leküzdeni szégyenét. Grunberg a hadseregben Afganisztánban szerzett tapasztalatait építette bele ebbe a könyvbe. Azóta több regényt is kiadott, köztük 2010-ben a Bőr és haj (Huid en Haar), 2012-ben A betegség nélküli ember (De Man Zonder Ziekte) és 2016-ban az Anyajegyek (Moedervlekken) című regényeket, amelyeket többek között francia és német nyelvre is lefordítottak. Ezek a könyvek is jelentős elismerést kaptak. A Le Monde szerint A betegség nélküli ember "csodálatos kapu Arnon Grunberg munkásságához, [aki] generációjának egyik leglenyűgözőbb írója". Művei Portugáliában, Magyarországon, Izraelben, Törökországban és Brazíliában is olvashatók.

## Újságírás és esszék
Számos regénye mellett írt újság- és folyóiratcikkeket, esszéket, verseket, forgatókönyveket és színdarabokat. Esszéi, véleménycikkei és előadásai révén Arnon Grunberg jelentős mértékben hozzájárult a nemzetközi médiában olyan kérdésekről folytatott nyilvános vitákhoz, mint a migrációs politika, a diszkrimináció, a rasszizmus és az emberkereskedelem. Esszéi jelentek meg a The New York Times, a Le Monde, a Libération, a The Times, a Neue Zürcher Zeitung, a Courrier International, a Revista Contexto és a Süddeutsche Zeitung hasábjain.
Grunberg irodalmi újságírói tevékenységéről és a társadalom különböző területein való teljes elmerüléséről is ismert. A holland csapatokkal együtt bevetésen vett részt Afganisztánban és Irakban, és járt Guantánamón is. Írt egy romániai üdülőhely masszőreiről, egy belga pszichiátriai osztály betegeiről, egy svájci vonat étkezőkocsi-pincéreiről és egy hétköznapi holland családról (együtt töltött) nyaralás közben. Beszámolóit 2009-ben Kamaraszolgák és katonák (Kamermeisjes en Soldaten) címmel könyvben adták ki, majd 2021-ben a Mészárosok és pszichiáterek (Slachters en Psychiaters) című kötetben. Ez utóbbi a 2009-től 2020-ig terjedő időszak jelentéseit tartalmazza. A De Volkskrant című holland lap méltatta a könyvet: "Grunberg nemcsak néhány éles tollvonással tud felvázolni egy ismeretlen világot, hanem vidám életre is kelti azt.".
Grunberg azt állítja, azért ír, mert tudni akarja, "hogy az emberek hogyan csinálnak valamit, például hogyan élik az életüket"; "Minden terepkutatás: barátság, szex, szerelem és munka. Csak azáltal, hogy írsz róla, tudsz elmenekülni előle".

## Akadémiai és tudományos kutatás
2008-ban Grunberg a Leideni Egyetem és a Wageningeni Egyetem és Kutatóközpont író-rezidense és vendégoktatója lett. 2014 októberében az Amszterdami Egyetem bölcsészkarának tiszteletbeli munkatársa lett. Előadásainak középpontjában a magánélet és a megfigyelés kérdései álltak, és diákjaival közösen egy videojátékot fejlesztett ki. Az előadássorozat egybeesett az író életéről és munkásságáról szóló kiállítással, amelynek anyagát saját irodalmi archívumából szerezte be, amelyet az egyetemi könyvtár Különleges Gyűjtemények részlegének kölcsönzött, így az egyedülálló, "élő" archívumot alkotott.

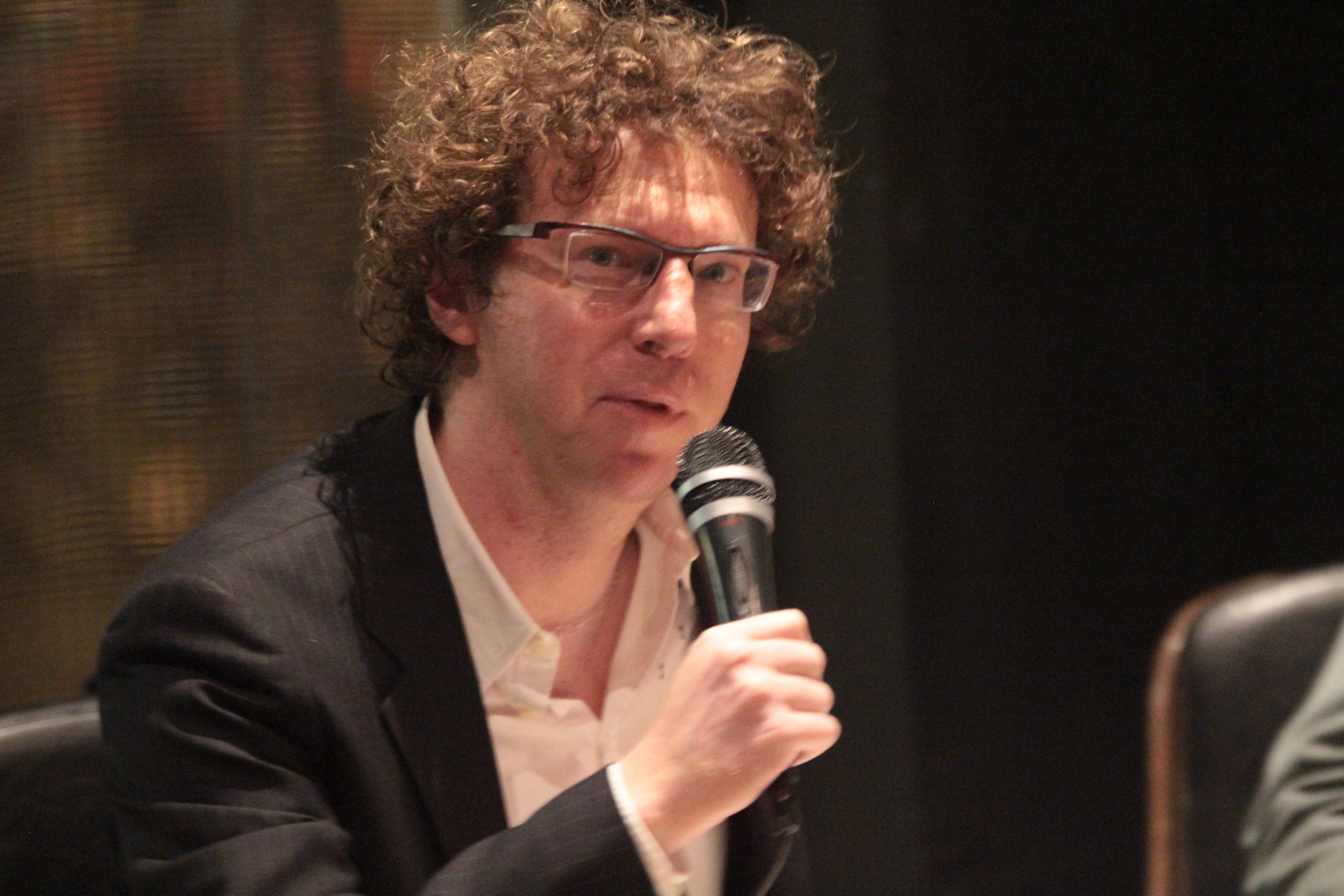
Arnon Grunberg 2015-ben

Az alkotói folyamat megértésére tett kísérletében Grunberg úgy írta meg legújabb regényét, a Het bestandot (ami hollandul egyszerre jelenthet számítógépes fájlt és fegyverszünetet), hogy közben tudósok mérték az agyi aktivitását, érzelmeit és szubjektív érzéseit. A tudósok képernyőfelvételek és fiziológiai mérések – például EEG, GSR és EKG -, valamint szubjektív kérdőívek segítségével összefüggésbe hozták az érzelmileg töltött részek írását a szerző fiziológiai aktivitásával. A kísérlet második szakaszára 2015 októberében és novemberében került sor az Amszterdami Egyetem GrunbergLabjában, ahol önkéntesek agyi aktivitását mérték, miközben ellenőrzött környezetben olvasták a regényt.

## Díjai
- 1994 Anton Wachter avard(wd) for Blauwe maandagen[19]
- 1996 Gouden Ezelsoor(wd) for Blauwe maandagen[36]

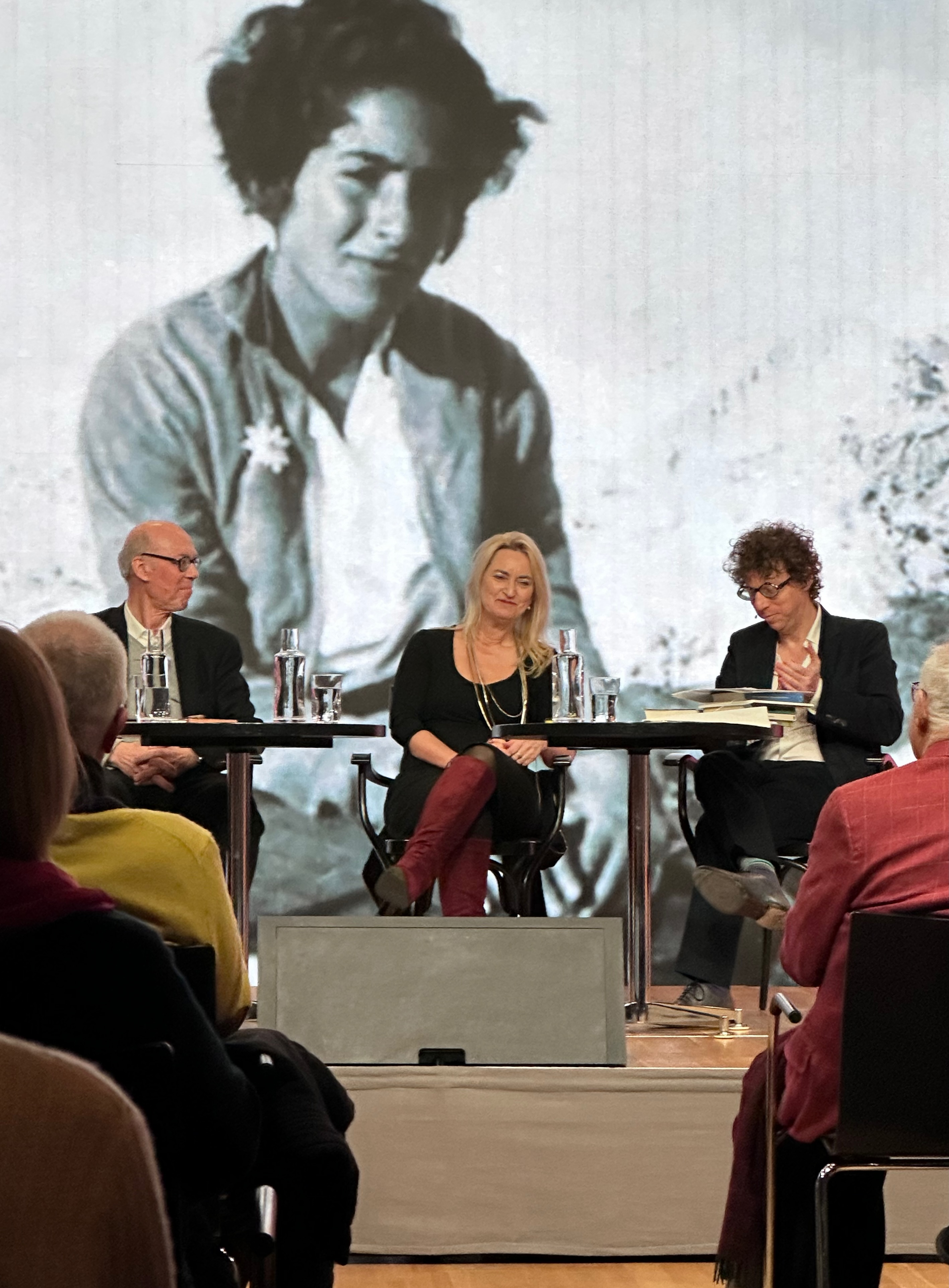
Egy este a müncheni Literaturhausban Grete Weil: Der Weg zur Grenze című regényéhez 2023. január 27-én. Balról jobbra: Martin Hielscher, Ingvild Richardsen, Arnon Grünberg.

- 2000 Anton Wachter Prize for De geschiedenis van mijn kaalheid as Marek van der Jagt[21]
- 2000 AKO Literature Prize(wd) for Fantoompijn[36]
- 2002 Golden Owl(wd) Literature Prize for De mensheid zij geprezen[36]
- 2004 AKO Literature Prize for The Asylum Seeker[36]
- 2004 Ferdinand Bordewijk Prize(wd) for The Asylum Seeker
- 2007 Golden Owl Literature Prize for Tirza[23]
- 2007 Libris Prize(wd) for Tirza[23]
- 2009 Constantijn Huygens Prize(wd) for his entire oeuvre[24]
- 2017 Gouden Ganzenveer(wd)[37]
- 2021 P.C. Hooft Award(wd) for "his enormous contribution to Dutch Literature"[8]
- 2022 Johannes Vermeer Prize[38]

## Művei
Regények
- (1994) Blauwe maandagen
- (1997) Figuranten
- (1998) De heilige Antonio
- (2000) Fantoompijn
- (2000) De geschiedenis van mijn kaalheid, mint Marek van der Jagt
- (2001) De Mensheid zij geprezen, Lof der Zotheid 2001
- (2002) Gstaad 95–98, mint Marek van der Jagt
- (2003) De asielzoeker
- (2004) De joodse messias
- (2006) Tirza
- (2008) Onze oom
- (2010) Huid en Haar
- (2012) De man zonder ziekte
- (2015) Het bestand
- (2016) Moedervlekken
- (2018) Goede Mannen
- (2020) Bezette Gebieden
- (2021) De dood in Taormina

Novellák
- (2001) Amuse-Gueule
- (2004) Grunberg rond de wereld
- (2009) Kamermeisjes & Soldaten: Arnon Grunberg onder de mensen
- (2013) Apocalyps

Esszék
- (1998) Troost van de slapstick
- (2001) Monogaam, mint Marek van der Jagt
- (2001) Otto Weininger Of bestaat de jood?, Marek van der Jagt
- (2013) Buster Keaton lacht nooit
- (2013) Why the Dutch Love Black Pete

Forgatókönyv
- (1998) Het 14e kippetje

Színdarabok
- (1998) You are also very attractive when you are dead
- (2005) De Asielzoeker, Koen Tachelet(wd) feldolgozásában
- (2015) Hoppla, wir sterben, bemutató 2015. április 29., Münchner Kammerspiele(wd)

### Magyarul megjelent
- Uborkaszezon (Blauwe maandagen) – Gondolat, Budapest, 2000 (JAK világirodalmi sorozat) · ISBN 9633890195 · Fordította: Wekerle Szabolcs
- Fantomfájdalom (Fantoompijn) – Gondolat, Budapest, 2002 (Gondolat világirodalmi sorozat) · ISBN 9639450227 · Fordította: Wekerle Szabolcs
- Ínyencek (Amuse-Gueule; elbeszélések) – Gondolat, Budapest, 2004 (Gondolat világirodalmi sorozat) · ISBN 9639567507 · Fordította: Wekerle Szabolcs
- A zsidó messiás I-II. (De joodse messias) – Ulpius-ház, Budapest, 2007 · ISBN 9789639752238 · Fordította: Wekerle Szabolcs
- Tirza (Tirza) – Gondolat, Budapest, 2012 · ISBN 9789636933999 · Fordította: Wekerle Szabolcs
- A betegség nélküli ember (De man zonder ziekte) – Gondolat, Budapest, 2014 · ISBN 9789636935344 · Fordította: Wekerle Szabolcs
- Mibácsikánk (Onze oom) – Gondolat, Budapest, 2017 · ISBN 9789636937515 · Fordította: Balogh Tamás, Wekerle Szabolcs
- Anyajegyek (Moedervlekken) – Gondolat, Budapest, 2019 · ISBN 9789636938468 · Fordította: Wekerle Szabolcs
- Megszállt területek (Bezette gebieden) – Gondolat, Budapest, 2023 · ISBN 9789635564750 · Fordította: Wekerle Szabolcs

## Fordítás
- Ez a szócikk részben vagy egészben  az   Arnon Grunberg című angol Wikipédia-szócikk fordításán alapul.  Az eredeti cikk szerkesztőit annak laptörténete sorolja fel. Ez a jelzés csupán a megfogalmazás eredetét és a szerzői jogokat jelzi, nem szolgál a cikkben szereplő információk forrásmegjelöléseként.